# Амвросий (Панайотидис)
Митрополит Амвросий Панайотидис (греч. Μητροπολίτης Αμβρόσιος Παναγιωτίδης, также Лавриотис, греч. Λαυριώτης; род. 1939, Ксанти, Греция) — епископ Константинопольской православной церкви, митрополит Карпатский и Касский, ипертим и экзарх Кикландских островов.

## Биография
В 1961 году был рукоположен в сан диакона.
В 1962 году окончил Халкинскую богословскую школу, после чего служил  в Афинской архиепископии.
В 1965 году был рукоположен в сан пресвитера и до 1977 года проживал в братстве монастыря Великая Лавра на Афоне. Был главным секретарём монастыря Великая Лавра и главным секретарём Священного Кинота Горы Афон.
С 1977 по 1983 годы был протосинкеллом в Косской митрополии.
24 мая 1983 года был хиротонисан в сан епископа и возведён в достоинство митрополита Карпатского.
Следуюя призыву патриарха Константинопольского Варфоломея об увеличении числа клириков, имеющих турецкое гражданство, что позволяло бы в будущем участвовать в выборах патриарха Константинопольского, получил паспорт гражданина Турции.